# Haplochromis welcommei
Haplochromis welcommei är en fiskart som beskrevs av Greenwood, 1966. Haplochromis welcommei ingår i släktet Haplochromis och familjen Cichlidae. IUCN kategoriserar arten globalt som sårbar. Inga underarter finns listade i Catalogue of Life.